# Peridroma stictica
Peridroma stictica là một loài bướm đêm trong họ Noctuidae.